# José Rodríguez Elías
José Isabel Rodríguez Elías (San Pedro Piedra Gorda, Municipio de Cuauhtémoc, 21 de diciembre de 1916 - Ciudad de México, 14 de agosto de 1994) político mexicano, fue senador de la república y gobernador del Estado de Zacatecas entre 1962 a 1968.

## Carrera
Realizó sus primeros estudios en su tierra natal y después estudió la carrera de ingeniero agrónomo en la Universidad Autónoma Chapingo, hasta recibir su título.
Muy pronto siguió la carrera política, además de ejercer su profesión en la agricultura, donde llegó a desempeñar el cargo de secretario general del Comité Ejecutivo de la Sociedad Agronómica de México. Luego, ya en la política, fue elegido senador de la república por un distrito de su Estado de Zacatecas, sin terminar su gestión por haber sido postulado para candidato a gobernador de su Estado, por lo que solicitó licencia a dicho cargo el día 6 de septiembre de 1962.
El 16 de septiembre de 1962, tomó posesión del cargo.

## Deceso
Falleció en Ciudad de México, el 14 de agosto de 1994, luego de sufrir un grave accidente cerca de Morelia. Sus restos fueron trasladados a Zacatecas donde se le rindieron honores.
"SE TOCARA LA MARCHA DE ZACATECAS"
Por Virgilio Rodríguez Castro.
Dejó de existir José I. Rodríguez Elías exgobernador de Zacatecas un hombre muy hombre y político de verdad que cumplió con su pueblo y con México. Un hombre de carácter sin dobleces ni medias tintas, de personalidad recia pero a la vez afable, sencillo y condescendiente. Sobre todo con el pueblo, con el mujerío como dijera su paisano Ramón López Velarde, con los niños para quienes siempre tuvo una caricia y una brillante moneda y también claro para los "Juanes" que solo supieron por su ejemplo de ser hombres muy hombres y saber de mucho trabajo. Funcionario público ejecutivo sin cortapisas, directo, no afectado por la retórica chocante del ditirambo. Un hombre que se fundió con los mismitos acordes y compases de la sonora Marcha de Zacatecas en pleno fragor de la batalla, fue como la explosión de los cañones en la toma de Zacatecas, como la algarabía de los "Juanes" al derrotar a los "pelones"; fue como el trueno que ilumina el chaparrón en la espesura de la noche; fue como el estruendo de los morteros al despadasar a lo realistas, festivo y alegre como los "Juanes" con sus "Adelitas" en las polkas de luna llena, fue como el bullicio de los niños al quebrar la piñata.
Zacatecas, Zac. 14 de agosto de 1994.

## Matrimonio y descendencia
Contrajo matrimonio con Evangelina Acevedo Moya, con quien procreó a sus 6 hijos, Eduardo, Rubén, Victoria, Gabriela, José y Mario.